# 짱구는 못말려 극장판: 폭풍수면! 꿈꾸는 세계 대돌격
《짱구는 못말려 극장판: 폭풍수면! 꿈꾸는 세계 대돌격》(일본어: 映画クレヨンしんちゃん: 爆睡！ユメミーワールド大突撃)은 일본에서 2016년 4월 16일에 개봉하고 대한민국에서는 2017년 1월 25일 개봉된 짱구는 못말려의 애니메이션 영화 시리즈의 제 24부작이다.
표어는 "이 남자, 자고 있어도 최강, 내가 자니까 괜찮아!"이다.
전작 짱구는 못말려 극장판: 나의 이사 이야기 선인장 대습격이 흥행에 대성공을 거둔 이후 나오는 극장판.

## 개요
우스이 요시토의 24번째 극장판 시리즈다. 전전작 로봇아빠의 역습이 <아버지>라는 키워드로 감동을 전했다면 이번 극장판 메인 키워드는 그와 반대되는 <어머니>라고 할 수 있을 정도로 모성애와 어린아이들의 우정이 잘 드러났다는 평가를 받았다. 게다가 그간 이번 극장판의 또다른 특징은 TV시리즈에서 비호감으로 전락한 노하라 미사에와 사쿠라다 네네가 사키의 악몽을 치유해주는 이타적인 역할을 하는가 하면 극장판에서 자주 공기화 되는 노하라 히마와리와 시로가 히로인 역할을 톡톡히 하는등 그간 극장판에서 별다른 활약상이 없는 인물들을 전면으로 내세웠다.

## 줄거리
어느날, 카스카베 마을 사람들은 행복한 시간을 보내다 거대 물고기한테 잡아먹히는 이상한 꿈을 꾼다. 그리고 후타바 유치원에는 누바타마 사키라는 여자아이가 전학온다. 그런데 사키는 첫날부터 자신에게 관심을 보이는 남자이이들을 바보라고 모욕하는데다 같은 여자라고 챙겨주려는 네네까지 밀치는 황당한 행동을 일삼았고 아이들은 물론이고 담임교사 미도리도 당황했다. 그리고 사키가 카스카베 마을로 이사온 직후부터 마을 사람들은 거대 물고기 체네속 불가사의한 세계로 들어오는 꿈을 꿨는데 다들 이상한 구슬을 하나씩 타고 있었다.
그런데 아이들의 구슬은 커다란데다 원하는걸 마음껏 누릴 수 있는 반면, 어른들은 구슬 크기가 무척이나 작았고 원하는게 이루어지기는커녕 물고기 체외로 쫓겨나 고통을 겪는 것이었다. 이때부터 마을 아이들은 매일 즐거운 꿈을 꾸느라 활력이 넘치며 행복해졌고 반대로 어른들은 지독한 악몽에 시달리느라 불면증에 시달리게 된다. 그리고 토오루는 아이들과 어른들이 너무도 다른 꿈을 꾸는걸 수상히 여긴데다 꼭 사키가 온 직후부터 이런 악몽이 시작된것을 수상히 여기며 사키를 의심한다.
하지만 사키에 대한 모욕감과 배신감을 느꼈던 처음과는 달리 지금은 사키를 누구보다도 절친한 친구라고 생각하는 네네는 친구를 의심하지 말라며 화를 냈고 사키는 아무런 말도 하지 않는데…

## 게스트 성우
배우 키치세 미치코 그리고 본인 역으로 개그맨 어쨌든 밝은 야스무라가 출연한다. 게스트 성우에 개그맨이 기용되는 것은 5년 연속이며 13 번째 작품이다. 이 밖에 본인 역으로 배우 시로사키 진과 배우 오오와다 바쿠가 출연한다.
또한 영화 내 사키역을 맡은 카와타 타에코는 2번째 극장판인 부리부리 왕국의 보물의 슨노케시 역을 맡은 이후 극장판 시리즈에서는 22년만에 출연 하였다.

## 스태프
감독은 다카하시 와타루이다. 전전작 진검승부! 로봇아빠의 역습의 감독으로, 2년만에 크레용 신짱 극장판 감독을 다시 맡게 되었다.

## 흥행수입
최종 수입은 21억 1천만엔으로 이전 극장판과 더불어 흥행에 성공하였다.

## 등장인물

### 노하라 일가
- 노하라 신노스케 역 : 야지마 아키코
- 노하라 미사에 역 : 나라하시 미키
- 노하라 히로시 역 : 후지와라 케이지
- 노하라 히마와리 역 : 코오로기 사토미
- 시로 역 : 마시바 마리

### 카스카베 방위대
- 카자마 토오루 역 : 마시바 마리
- 사쿠라다 네네 역 : 하야시 타마오
- 사토 마사오 역 : 이치류사이 테이유우
- 보오 역 : 사토 치에

### 후타바 유치원
- 스오토메 아이 역 : 카와스미 아야코
- 카와무라 야스오 역 : 오오츠카 토모코
- 쿠로이소 역 : 타치키 후미히코
- 원장 선생님 역 : 모리타 준페이
- 부원장 선생님 역 : 타키자와 로코
- 요시나가 미도리 선생님 역 : 나나오 하루히
- 마츠자카 우메 선생님 역 : 토미자와 미치에
- 아게오 마스미 선생님 역 : 미츠이시 코토노

### 카스카베 마을
- 카자마 미네코 역 : 타마가와 사키코
- 사쿠라다 모에코 역 : 사이토 쇼코
- 마사오의 엄마 역 : 오오츠카 토모코
- 오오하라 나나코 역 : 이토 시즈카

### 누바타마 일가
- 누바타마 사키(유보라) 역 : 카와타 타에코
- 누바타마 유메히코(유몽해) 역 : 야스다 켄
- 누바타마 사유리(한수연) 역 : 키치세 미치코

### 기타
- 오오와다 바쿠

### 등장인물
- 신짱구
- 아빠 (신형만,신영식)
- 엄마 (봉미선)
- 신짱아, 철수
- 흰둥이, 유리
- 훈이
- 맹구
- 유보라
- 아빠 (유몽해)
- 엄마 (한수연)
- 나미리
- 김준
- 나마나,지혜
- 고뭉치
- 원장 선생님

### 목소리 출연
- 박영남, 신짱구
- 김환진, 아빠 (신형만,신영식)
- 강희선, 엄마 (봉미선)
- 여민정, 신짱아, 철수
- 장경희, 흰둥이, 유리
- 정혜옥, 훈이
- 송하림, 맹구
- 김연우, 유보라
- 박영화, 아빠 (유몽해)
- 장미, 엄마 (한수연)
- 윤은서, 나미리
- 이기성, 김준
- 장예나, 나마나,지혜
- 김민주, 고뭉치
- 현경수, 원장 선생님

## 주제가
- 오프닝:
  - 「너에게 100퍼센트(キミに100パーセント)」（워너 뮤직 재팬/unBORDE） - 작사・작곡・편곡 - 나카타 야스타카 / 노래 - 캬리 파뮤파뮤
- 엔딩:
  - 「친구야 앞으로도 계속...(友よ〜この先もずっと…)」 - 작사・노래 - 케츠메이시 / 작곡・편곡 - 케츠메이시, Note Native, 혼자와 나오유키

## 갤러리

일본어 포스터

## 같이 보기
- 우스이 요시토